# Шилингтон (Пенсилванија)
Шилингтон (енгл. Shillington) град је у америчкој савезној држави Пенсилванија.

## Демографија
По попису из 2010. године број становника је 5.273, што је 214 (4,2%) становника више него 2000. године.
| Група             | 2000.         | 2010.         |
| Белци             | 4.854 (95,9%) | 4.542 (86,1%) |
| Афроамериканци    | 25 (0,5%)     | 179 (3,4%)    |
| Азијати           | 27 (0,5%)     | 65 (1,2%)     |
| Хиспаноамериканци | 106 (2,1%)    | 450 (8,5%)    |
| Укупно            | 5.059         | 5.273         |